# Agatokles
Agatokles (ur. 360, zm. 289 p.n.e.) – tyran Syrakuz w latach 317–289 p.n.e., król Sycylii od 304 p.n.e.

## Droga do władzy w Syrakuzach
Według tradycji był synem garncarza i przez jakiś czas zajmował się tą profesją, jednak w świetle jego późniejszej kariery jest to mało prawdopodobne - najpewniej pochodził z rodziny o wyższym statusie. Za rządów Timoleona był dowódcą wojskowym, później odznaczył się w kilku kampaniach, dochodząc do stanowiska chiliarchy. W roku 333 p.n.e. poślubił zamożną wdowę po swoim patronie Damasie, co pozwoliło mu zostać jedną z najbogatszych osób na Sycylii. Dwukrotnie wypędzany z Syrakuz za usiłowanie obalenia oligarchii, która przejęła władzę po śmierci Timoleona (337 p.n.e.), stał się rzecznikiem interesów demokratycznej opozycji w Syrakuzach. W roku 317 p.n.e. powrócił na czele najemników, opanował miasto, po czym wygnał bądź kazał wymordować około 10 tysięcy przeciwników. Mianował się władcą Syrakuz, zbudował silną armię i flotę oraz podporządkował sobie większą część Sycylii.

## Wojna z Kartaginą
Prowadzona przez niego polityka wobec fenickich kolonii na Sycylii doprowadziła do wybuchu wojny z Kartaginą w 312 p.n.e. W 311 p.n.e. został oblężony w Syrakuzach przez armię dowodzoną przez Hamilkara, a kartagińska flota zablokowała miasto od strony morza. Latem 310 p.n.e. podjął desperacki plan przeniesienia wojny na teren wroga - zostawiwszy miasto, przełamał blokadę morską i zdołał wraz z okrętami przedostać się do Afryki. Mimo szeregu odniesionych zwycięstw i zasileniu jego armii przez Libijczyków, ze swoimi siłami nie mógł myśleć o zagrożeniu samej Kartaginie, a odesłanie części wojsk Hamilkara do Afryki nie przyniosło oczekiwanej zmiany sytuacji na Sycylii. Swoje wsparcie w walce z Kartaginą zaoferował rządzący Cyrenajką Macedończyk Offelas, który przybył do obozu Agatoklesa z silną armią najemników. Jednak wodzowie poróżnili się, Ofellas został zabity, a Agatokles wcielił jego oddziały do swojej armii. Nie poprawiło to jednak jego sytuacji - był zmuszony po kryjomu powrócić na Sycylię, pozostawiając część wojska w Afryce. Udało mu się uwolnić Syrakuzy od oblężenia, pokonał Hamilkara i w 307 p.n.e. wrócił do Afryki, jednak nie udało mu się odzyskać inicjatywy w wojnie. W tym samym roku ponownie wymknął się z Afryki. W 306/305 p.n.e. zawarł z wyczerpaną wojną Kartaginą pokój na zasadzie status quo ante i przystąpił do pacyfikacji zbuntowanych miast na Sycylii.

## Król
W 304 p.n.e. wzorem diadochów na Wschodzie mianował się królem. Był wtedy panem wschodniej i środkowej części wyspy, a naturalnym kierunkiem dalszej ekspansji była południowa Italia. W latach 300–293 p.n.e. walczył zwycięsko na wezwanie Tarentu z Brucjami. Później opanował Korkyrę zagrożoną przez flotę Kassandra. Pod koniec życia zawarł sojusz z Ptolemeuszem I, planując kolejną wojnę z Kartaginą.

## Śmierć i rozpad państwa
W 289 p.n.e. zmarł w trakcie przygotowań do wyprawy, otruty przez wnuka Archagathosa. Według tradycji przed samą śmiercią ustanowił w państwie demokrację. Śmierć Archagathosa przypieczętowała rozpad państwa - interwencja Kartaginy przywróciła na Sycylii sytuację sprzed rządów tyrana – miasta odzyskały dawną autonomię. Na wyspie pojawiło się też nowe zagrożenie – italscy najemnicy Agatoklesa podczas powrotu do ojczyzny po jego śmierci zawładnęli Messaną i zamienili ją w gniazdo piratów – Mamertynów (synów Marsa) – stając się postrachem całej wyspy.

## Ocena
Charakter jego władzy przypominał tę z innych państw hellenistycznych - była to monarchia personalna, związana z osobą panującego, nie z terytorium czy jakąś organizacją polityczną. Mimo popełnionych zbrodni cieszył się wielką popularnością wśród ludu (także Sykulów) i był jednym z najlepiej wspominanych tyranów.